# Bulloch County
Bulloch County är ett administrativt område i delstaten Georgia, USA, med 70 217 invånare. Den administrativa huvudorten (county seat) är Statesboro. 

## Geografi
Enligt United States Census Bureau har countyt en total area på 1 754 km². 1 736 km² av den arean är land och 18 km² är vatten.

### Angränsande countyn
- Screven County - nord
- Effingham County - öst
- Bryan County - i sydost
- Evans County - sydväst
- Candler County - väst
- Emanuel County - nordväst
- Jenkins County - nord-nordväst